# Ordinul „Ștefan cel Mare” (Republica Moldova)
Ordinul „Ștefan cel Mare” este decorația militară supremă a Republicii Moldova, înființată la 30 iulie 1992 prin Legea nr. 1123 cu privire la distincțiile de stat ale Republicii Moldova.

## Descriere
Însemnul Ordinului „Ștefan cel Mare” reprezintă o stea convexă cu opt colțuri, compusă din fascicule de raze piramidale divergente multiplicate, de aur, axele verticală și orizontală ale stelei trecând prin mijlocul cavităților dintre colțurile stelei, iar vârfurile razelor centrale ale fasciculelor înscriindu-se într-un cerc imaginar cu diametrul de 45 mm. Peste steaua cu opt colțuri broșează o cruce‑stea de argint, înscrisă în același cerc imaginar, ușor labată, formată din 4 raze-brațe lungi, fațetate și globulate cu fianite, și radiantă cu alte 4 raze-brațe mai scurte, ordonate în săritoare, de asemenea fațetate și globulate cu fianite, înscrise într-un cerc imaginar cu diametrul de 37 mm. Crucea este încărcată cu un medalion rotund cu diametrul de 22 mm, având chenar-cadru de aur în relief, iar în mijloc, în câmp alb, broșând, efigia din față, în relief, de argint brunat, a domnului Țării Moldovei Ștefan cel Mare și Sfânt, însoțită de legenda cu litere capitale arhaizate de aur, în dreapta și în stânga capului: „ȘTEFAN / CEL MARE”. 
Reversul însemnului are gravat în incizie numărul de rând al distincției și este prevăzut cu un sistem de prindere.
Însemnul se confecționează din argint, poleit cu aur și emailat.
Panglica baretei de substituire a Ordinului „Ștefan cel Mare” este roșie, având pe margini câte două dungi late de 3 mm fiecare – albastre cele dinspre exterior și galbene cele dinspre interior. Toate cele trei culori sunt în nuanțele culorilor naționale ale Republicii Moldova.

## Conferire
Ordinul „Ștefan cel Mare” se conferă pentru:
- acte de eroism și conducere iscusită a operațiunilor militare;
- curaj deosebit manifestat în timpul menținerii, asigurării și restabilirii ordinii publice, apărării drepturilor și libertăților omului;
- vitejie și spirit de sacrificiu manifestate la asigurarea securității statului, la îndeplinirea unor misiuni speciale;
- alte merite deosebite în apărarea independenței Republicii Moldova.

Persoanele decorate care au ieșit la pensie beneficiază de un adaos la pensie în valoare de 500 lei moldovenești.

## Cavaleri ai ordinului

### Anii 1990

#### 1994
- Ion Frunze, soldat în rezervă (post-mortem)[3]
- Boris Mihailov, sergent în rezervă (post-mortem)[3]
- Valeriu Nazarko, locotenent-major în rezervă (post-mortem)[3]
- Igor Snîtko, locotenent-colonel[3]

#### 1995
- Victor Bodean, primar al satului Chircăiești, raionul Căușeni[4]
- Igor Hartonenco, participant la operațiunile militare pentru apărarea independenței și integrității Republicii Moldova[4]
- Simion Juravschi, participant la operațiunile militare pentru apărarea independenței și integrității Republicii Moldova (post-mortem)[4]
- Anatol Roșca, participant la operațiunile militare pentru apărarea independenței și integrității Republicii Moldova (post-mortem)[4]
- Grigore Vîrtosu, participant la operațiunile militare pentru apărarea independenței și integrității Republicii Moldova (post-mortem)[4]
- Boris Beșleaga, participant la acțiunile de luptă pentru apărarea independenței și integrității Republicii Moldova[5]
- Alexandr Macheev, participant la acțiunile de luptă pentru apărarea independenței și integrității Republicii Moldova (post-mortem)[5]
- Ion Tomașciuc, participant la acțiunile de luptă pentru apărarea independenței și integrității Republicii Moldova (post-mortem)[5]

#### 1996
- Veaceslav Mațailo, sergent al serviciului intern (post mortem)[6]
- Andrei Djan, colonel din Forțele Armate ale Republicii Moldova[7]
- Grigore Larin, colonel din Forțele Armate ale Republicii Moldova[7]
- Alexandr Bahov, participant la operațiunile militare pentru apărarea independenței și integrității Republicii Moldova[8]
- Vladimir Maiduc, participant la operațiunile militare pentru apărarea independenței și integrității Republicii Moldova[8]

#### 1997
- Oleg Bacioi, caporal de poliție, Secția sectorului Rîșcani al municipiului Chișinău a Direcției Serviciului de Stat Pază a Ministerului Afacerilor Interne[9]
- Serghei Cerevatov, sergent-major de poliție, Secția sectorului Rîșcani al municipiului Chișinău a Direcției Serviciului de Stat Pază a Ministerului Afacerilor Interne[9]
- Gheorghe Gîrbea, plutonier de poliție, Secția sectorului Rîșcani al municipiului Chișinău a direcției Serviciului de Stat Pază a Ministerului Afacerilor Interne[9]

#### 1998
- Grigore Godoroja[10]

#### 1999
- Piotr Baicev, locotenent de poliție (post-mortem)[11]
- Victor Dimcioglo, maior de poliție (post-mortem)[12]
- Gheorghi Sîrtmaci, sergent de poliție (post-mortem)[12]

### Anii 2000

#### 2000
- Mihail Ciuhrii, locotenent-major de poliție din Regimentul de Patrulă și Santinelă „SCUT” al Inspectoratului de Poliție al municipiului Chișinău[13]
- Vladimir Muntean, colonel[14]

#### 2001
- Pavel Creangă, general de divizie în rezervă[15]

- Viorel Cantemir, sergent de poliție (post-mortem)[16]

#### 2003
- Vitalie Pînzaru, locotenent-colonel de poliție (post-mortem)[17]

#### 2007
- Ion Ursu, director al Serviciului de Informații și Securitate al Republicii Moldova[18]

### Anii 2010

#### 2010
- Anatolie Bugai, participant la acțiunile de luptă pentru apărarea independenței și integrității teritoriale a Republicii Moldova[19]
- Anton Coroi, participant la acțiunile de luptă pentru apărarea independenței și integrității teritoriale a Republicii Moldova[19]
- Simion Cuciuc, participant la acțiunile de luptă pentru apărarea independenței și integrității teritoriale a Republicii Moldova[19]
- Vasile Grosu, participant la acțiunile de luptă pentru apărarea independenței și integrității teritoriale a Republicii Moldova[19]
- Eduard Maican, participant la acțiunile de luptă pentru apărarea independenței și integrității teritoriale a Republicii Moldova[19]
- Artiom Marinov, participant la acțiunile de luptă pentru apărarea independenței și integrității teritoriale a Republicii Moldova[19]
- Ion Mocanu, participant la acțiunile de luptă pentru apărarea independenței și integrității teritoriale a Republicii Moldova[19]
- Vladimir Reșetnic, participant la acțiunile de luptă pentru apărarea independenței și integrității teritoriale a Republicii Moldova[19]
- Sergiu Caracai, voluntar-participant la acțiunile de luptă pentru apărarea independenței și integrității teritoriale a Republicii Moldova (municipiul Chișinău)[20]
- Iurie Jereghi, voluntar-participant la acțiunile de luptă pentru apărarea independenței și integrității teritoriale a Republicii Moldova (orașul Anenii Noi)[20]
- Dumitru Suruceanu, voluntar-participant la acțiunile de luptă pentru apărarea independenței și integrității teritoriale a Republicii Moldova (municipiul Chișinău)[20]
- Vitalie Șciuric, voluntar-participant la acțiunile de luptă pentru apărarea independenței și integrității teritoriale a Republicii Moldova (municipiul Bălți)[20]
- Constantin Busuioc, participant la acțiunile de luptă pentru apărarea independenței și integrității teritoriale a Republicii Moldova[21]
- Maria Danuța, participant la acțiunile de luptă pentru apărarea independenței și integrității teritoriale a Republicii Moldova (post-mortem)[21]
- Ion Levința, participant la acțiunile de luptă pentru apărarea independenței și integrității teritoriale a Republicii Moldova[21]
- Fiodor Șalin, participant la acțiunile de luptă pentru apărarea independenței și integrității teritoriale a Republicii Moldova[21]

#### 2011
- Gheorghe Delegeanu[22]
- Constantin Buga, participant la acțiunile de luptă pentru apărarea independenței și integrității teritoriale a Republicii Moldova[23]
- Valerii Lapșin, participant la acțiunile de luptă pentru apărarea independenței și integrității teritoriale a Republicii Moldova[23]
- Chiril Levința, participant la acțiunile de luptă pentru apărarea independenței și integrității teritoriale a Republicii Moldova[23]
- Vasile Puiu, participant la acțiunile de luptă pentru apărarea independenței și integrității teritoriale a Republicii Moldova[23]
- Brigada de poliție cu destinație specială „Fulger” a Ministerului Afacerilor Interne[24]

#### 2012
- Academia Națională de Poliție „Ștefan cel Mare”[25]
- Grigore Badașco[26]
- Anatolie Croitor[26]
- Mihai Balan[26]
- Petru Balan (post-mortem)[26]
- Valeriu Bujor[26]
- Petru Casapciuc[26]
- Ulian Chetruș[26]
- Ștefan Ceban[26]
- Iurie Coțofan[26]
- Alexandru Gorgan[26]
- Ion Lisnic[26]
- Sveatoslav Neburac[26]
- Chiril Panteleev[26]
- Ion Rotaru[26]
- Vitalie Rusu[26]
- Veaceslav Samardac[26]

- Vasile Pantea, pilot superior al echipajului aeronavei „Wilga – 35A”, distrusă în timpul catastrofei aviatice din 27 mai 2005 de pe aerodromul Mărculești (post-mortem)[27]
- Valeriu Cerba, colonel de poliție în rezervă[28]

#### 2015
- Traian Băsescu, ex-Președinte al României, Comandant Suprem al Forțelor Armate ale României[29]

#### 2016
- Vasile Ivas, colonel de poliție[30]
- o persoană cu identitate nespecificată[31]
- Ivan Nogailîc, sergent major al serviciului de salvare (post-mortem)[32]

#### 2017
- Direcția de Poliție a municipiului Chișinău a Inspectoratului General al Poliției al Ministerului Afacerilor Interne[33]
- o persoană cu identitate nespecificată, ofițer în rezervă al Serviciului de Informații și Securitate[34]

#### 2019
- Serviciul de Protecție și Pază de Stat[35]
- Mihail Abdușa, colonel în rezervă[36]

### Anii 2020

#### 2020
- Vasilii Calmoi, general de brigadă în retragere, primul Comandant al Trupelor de Grăniceri[37]
- Mihail Marcu, veteran al organelor afacerilor interne[38]

#### 2022
- Ion Haruța, maior de poliție în rezervă[39]
- Grigorii Căruntu (post-mortem), participant la acțiunile de luptă pentru apărarea integrității teritoriale și a independenței Republicii Moldova[40]
- Aurel Cuconescu (post-mortem), participant la acțiunile de luptă pentru apărarea integrității teritoriale și a independenței Republicii Moldova, ex-primar al satului Varnița, raionul Anenii Noi[40]

#### 2024
- Iurie Cheptănaru, general-maior de poliție în rezervă[41]